# جيمي سميث (عازف جاز)
جيمي سميث (بالإنجليزية: Jimmie Smith) هو عازف جاز أمريكي، ولد في 27 يناير 1938 في نيوآرك في الولايات المتحدة.

## وصلات خارجية
- جيمي سميث على موقع ميوزك برينز (الإنجليزية)
- جيمي سميث على موقع أول ميوزيك (الإنجليزية)
- جيمي سميث على موقع ديسكوغز (الإنجليزية)